# 永南食品

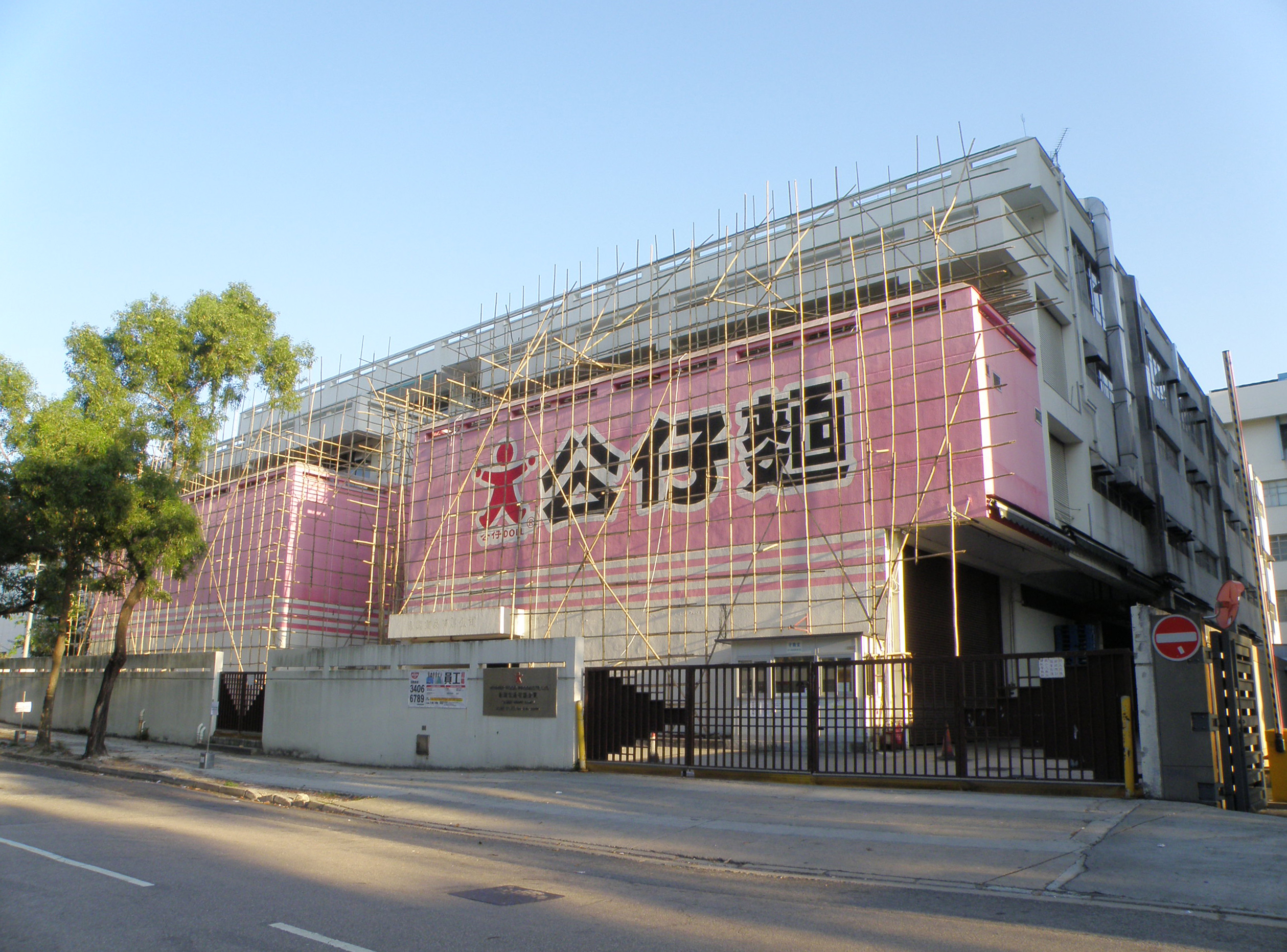
永南食品廠

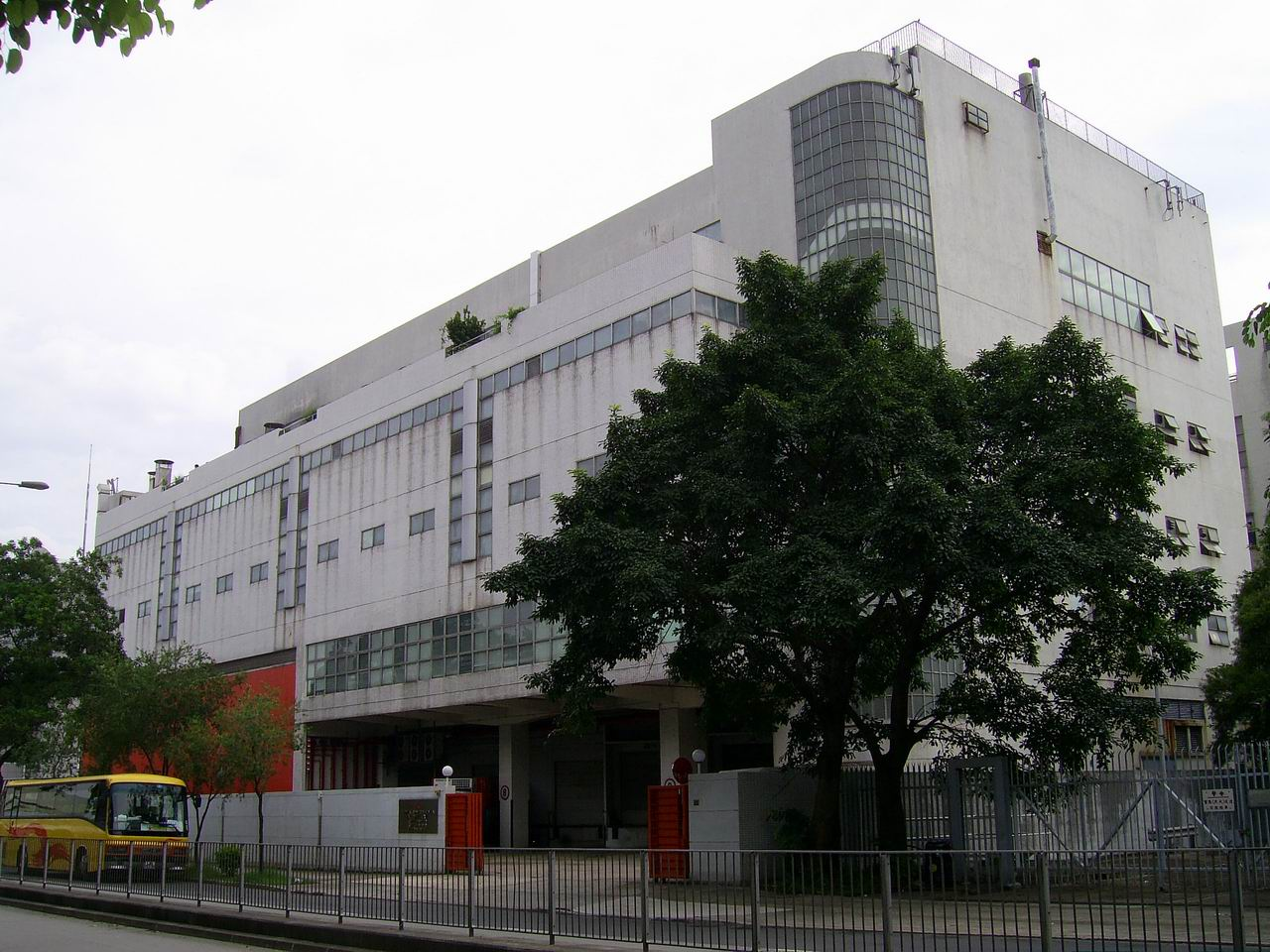
永泰食品廠

永南食品有限公司，簡稱永南食品（英文：Winner Food Products），是香港主要食品製造商之一，主要以製造即食麵及微波爐食品為主。香港主要的即食麵品牌公仔麵便是出自其公司。

## 歷史
永南食品在1968年於香港成立，開始生產公仔麵，旋即取得重大成功，使不少香港人將「公仔麵」視為「即食麵」的同義詞。
除此之外，永南食品於1970年代的產品還包括粟米油、春卷皮、冷凍魚柳及肉丸，以及烘果仁及花生等包裝小食。
1981年，永南食品於大埔工業邨（現稱大埔創新園）開設廠房。
1983年，生產及推售「公仔」碗麵。
1980's，八十年代中由美國比翠絲食品(Beatrice Foods)收購。
1989年，獲日本日清食品株式會社收購。現為香港日清食品有限公司的全資附屬公司。
1990年，大埔工業邨另一廠房「永泰食品廠」啟用。同年開始生產零售冷凍春卷、咖哩角。1992年起，亦開始生產冷凍點心南翔小籠饅頭、青島蒸餃/煎鍋貼、生煎包，1994年起，亦開始生產冷凍點心公仔點心系列，在街市冷凍食品店、惠康及百佳等零售了。於1995年將其微波爐食品推廣到香港7-11便利店。2000年秋，永南食品推出冷凍意粉-好e食 。2003年起，研發微波爐食品自動排氣保濕。
1994年及2006年，永南食品曾經在中國大陸設廠。

## 產品
永南食品的產品主要分為以下各大類：
- 麵類食品（包裝麵及碗麵）：包括即食麵、伊麵及米粉等
- 微波爐急凍食品：包括在便利店發售的點心及粉麵微波爐餐盒，以及超市發售的點心及意粉，還有「好味牌」系列如青島蒸餃（鍋貼）、魚蓉燒賣及南翔小籠包等

此外，永南食品亦在香港代理綠寶橙汁。

## 廠房
永南食品於香港以及中國大陸的深圳、珠海和山東，共設有4間廠房。

## 資料來源
1. ↑  .   [2015-02-03]. （原始内容存档于2016-03-04）.
2. ↑  李雪廬. . . 三聯書店(香港)有限公司. 2011-01-01  [2017-02-05]. ISBN 9789620429231. （原始内容存档于2017-02-05） （中文（香港））.
3. ↑  .   [2016-07-30]. （原始内容存档于2016-03-22）.

## 外部連結
- 永南食品 — 公仔網站 （页面存档备份，存于）